# Natalie Myburgh
Natalie Anne Myburgh (* 15. Mai 1940; † 21. Januar 2014 in Knysna) war eine südafrikanische Schwimmerin.

## Karriere
Myburgh nahm 1954 mit nur 14 Jahren an den British Empire and Commonwealth Games in Vancouver teil. Dort gewann sie zusammen mit der Staffel Gold über 4 × 110 yds Freistil. Zwei Jahre später nahm sie an den Olympischen Spielen teil. In Melbourne gewann sie mit der Staffel über 4 × 100 m Freistil Bronze. In der Einzeldisziplin über 100 m Freistil erreichte sie das Finale und wurde Achte. Über 400 m Freistil konnte sie sich nicht für das Finale qualifizieren. Im Laufe ihrer Karriere stellte sie nationale Rekorde über 100, 200 und 400 m Freistil auf.
Myburgh starb 2014 an Krebs.